# Glyn Jones
Glyn Jones (Rotherham, 8 aprile 1936 – Swinton, 10 gennaio 2022) è stato un calciatore inglese, di ruolo attaccante.

## Carriera
Jones inizia la sua carriera professionistica nel Rotherham Utd, club della sua città natale, con cui trascorre la stagione 1953-1954 nella seconda divisione inglese, senza però mai scendere in campo in incontri di campionato; a fine stagione passa allo Sheffield Utd, in prima divisione: gioca le sue uniche 2 partite in carriera in tale categoria (nonché le sue prime da professionista, all'età di 19 anni) durante la stagione 1955-1956, terminata la quale le Blades retrocedono in seconda divisione, categoria in cui tra la stagione 1956-1957 e la prima parte della stagione 1957-1958 Jones segna in totale 4 reti in 27 partite giocate. Fa quindi ritorno al Rotherham United, con cui nell'arco di una stagione e mezzo mette a segno in totale 6 reti in 23 presenze in seconda divisione; nella stagione 1959-1960 gioca invece in terza divisione con il Mansfield Town, club con cui l'anno seguente gioca in quarta divisione, per un totale di 45 presenze e 18 reti in incontri di campionato con la maglia degli Stags tra queste due categorie. Lasciato il club, gioca poi anche a livello semiprofessionistico con le maglie di Cheltenham Town e Grantham Town.
In carriera ha totalizzato complessivamente 97 presenze e 28 reti nei campionati della Football League.